# Tumbaga

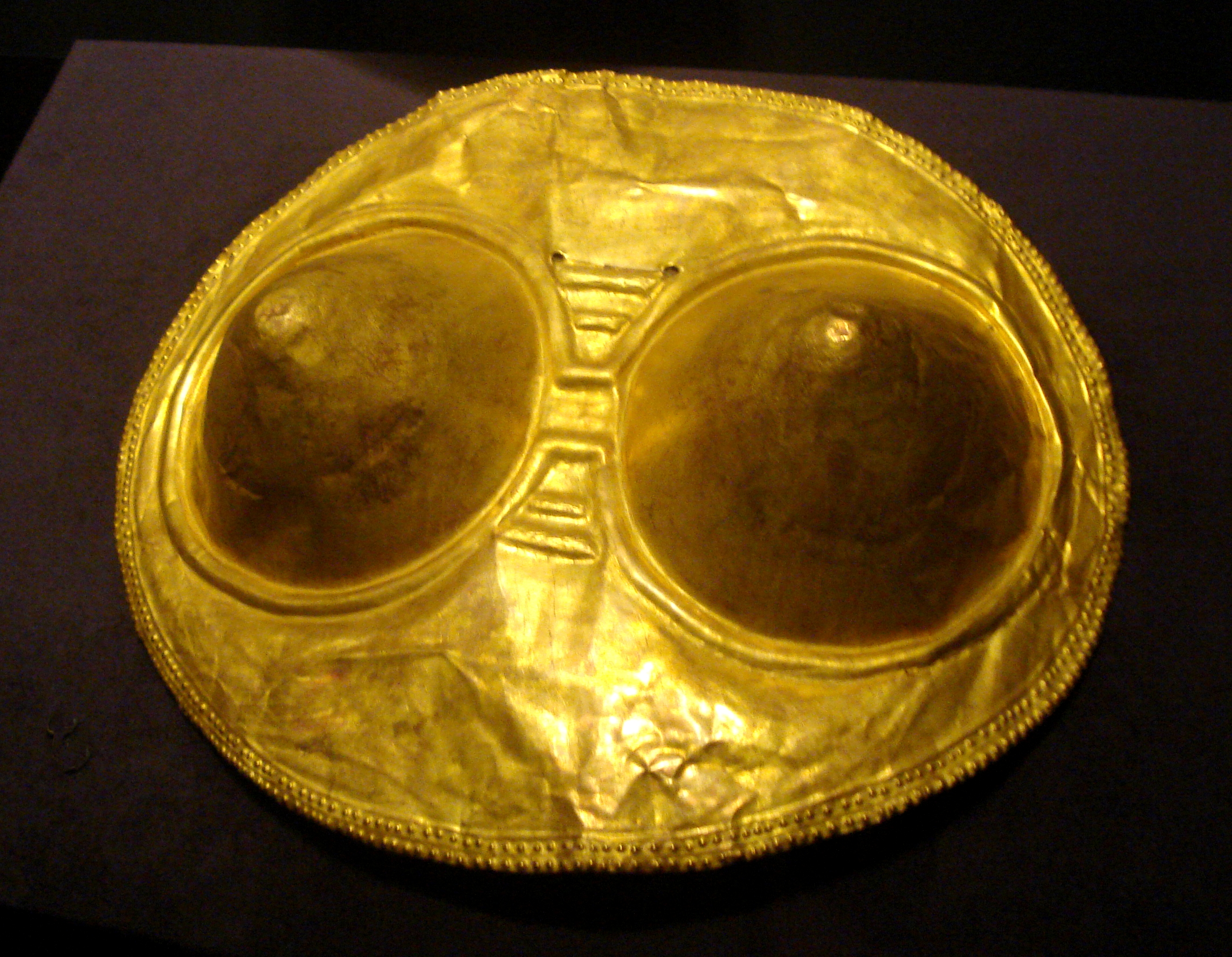
Un pectoral quimbaya realizado en tumbaga

El término tumbaga es el nombre que los españoles dieron a una aleación de oro y cobre que fabricaban los orfebres indígenas de América.
Por otra parte, los indígenas de la cultura lambayeque (cultura andina) le decían tumbaga a la mezcla de oro con cobre y plata.
Numerosas culturas precolombinas que destacaron por su rica orfebrería, como la de la Tolita, la tairona o la quimbaya, utilizaron la tumbaga para elaborar diversos objetos ceremoniales y adornos.

## Características
La tumbaga fue ampliamente utilizada por las culturas precolombinas de América del Sur y Central para hacer objetos religiosos. Como la mayoría de las aleaciones de oro, la tumbaga era versátil y podía ser moldeada, estirada, martillada, dorada, soldada, enchapada, endurecida, recocida, pulida, grabada, e incrustada.
La proporción de oro a cobre en los artefactos varía ampliamente; se han encontrado artículos con hasta 97% de oro, mientras que otros contienen 97% de cobre. También se ha encontrado que algunas tumbaga están compuestas de otros metales además del oro y el cobre, hasta el 18% de la masa total de la tumbaga.[cita requerida]
Los objetos de tumbaga a menudo se hicieron usando una combinación de la técnica de cera perdida y el dorado. Se fundía una aleación de proporciones variables de cobre, plata y oro (típicamente en una proporción porcentual de 80: 15: 5). Después de retirarla, se quemaba, convirtiendo el cobre superficial en óxido de cobre, que luego se eliminaba mecánicamente. El objeto se colocaba en una solución oxidante probablemente compuesta de cloruro de sodio (sal) y sulfato férrico. Esto disolvía la plata de la superficie, dejando solo oro. Cuando se ve a través de un microscopio, se pueden observar pequeñas cavidades donde habían estado el cobre y la plata.[cita requerida]

## Reclamación a España de la devolución del tesoro de los quimbayas
El gobierno de Colombia reclamó formalmente a España la devolución del tesoro de los quimbayas, que se exhibe en el Museo de América de Madrid. La pieza fue regalada, en el siglo XIX, en 1891, el año de su descubrimiento, por el entonces presidente colombiano, Carlos Holguín Mallarino a la reina María Cristina de Habsburgo-Lorena.